# Circuit Het Nieuwsblad 2019
Le Circuit Het Nieuwsblad 2019 est la 74e édition de cette course cycliste sur route masculine. Il a lieu le 2 mars 2019 dans la Région flamande, en Belgique, et fait partie du calendrier UCI World Tour 2019 en catégorie 1.UWT.

## Parcours
Le départ fictif est donné depuis Gand et celui officiel à Merelbeke, comme les années précédentes. L'arrivée se trouve à Ninove comme l'année précédente, mais cette fois-ci dans le centre. Si le parcours garde les mêmes grandes lignes, il varie dans le détail de celui de 2018. On note notamment le retour de la Paddestraat sur le parcours.
Treize monts sont au programme de cette édition, dont certains recouverts de pavés [réf. à confirmer]:
| Mont | Nom             | Km    | Revêtement | Longueur (m) | Pente moyenne | Pente maxi | Km de l'arrivée |
| ---- | --------------- | ----- | ---------- | ------------ | ------------- | ---------- | --------------- |
| 1    | Leberg          | 41,9  | asphalte   | 950          | 4,2 %         | 13,8 %     | 158,1           |
| 2    | den Ast         | 75,6  | asphalte   | 450          |               |            | 124,4           |
| 3    | Kattenberg (nl) | 101,4 | asphalte   | 600          | 6,7 %         | 8 %        | 98,6            |
| 4    | Leberg          | 110,9 | asphalte   | 950          | 4,2 %         | 13,8 %     | 89,1            |
| 5    | Rekelberg       | 126,0 | asphalte   | 800          | 4 %           | 9 %        | 74,0            |
| 6    | Valkenberg      | 133,9 | asphalte   | 540          | 8,1 %         | 12,8 %     | 66,1            |
| 7    | Wolvenberg      | 145,2 | asphalte   | 645          | 7,9 %         | 17,3 %     | 54,8            |
| 8    | Molenberg       | 157,8 | pavés      | 463          | 7 %           | 14,2 %     | 42,5            |
| 9    | Leberg          | 165,0 | asphalte   | 950          | 4,2 %         | 13,8 %     | 35,0            |
| 10   | Berendries      | 169,0 | asphalte   | 940          | 7 %           | 12,3 %     | 31,0            |
| 11   | Elverenberg     | 171,5 | asphalte   | 1 268        | 3,6 %         | 9 %        | 28,5            |
| 12   | Mur de Grammont | 183,3 | pavés      | 475          | 9,3 %         | 19,8 %     | 16,7            |
| 13   | Bosberg         | 187,2 | pavés      | 980          | 5,8 %         | 11 %       | 12,8            |

En plus des traditionnels monts, il y a neuf secteurs pavés répartis sur 91,6 km :

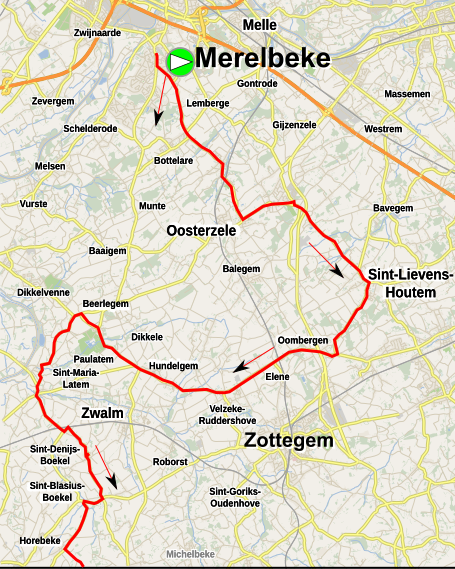
Partie nord de la course :
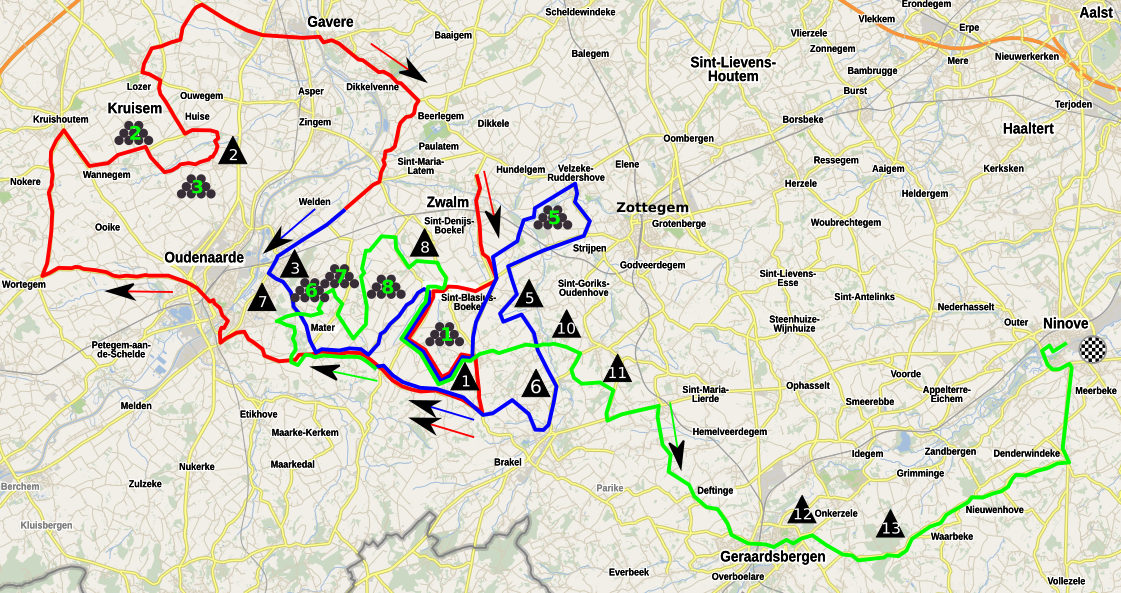
Partie sud de la course :

| Secteur | Nom                | Km    | Longueur (m) | Km de l'arrivée |
| ------- | ------------------ | ----- | ------------ | --------------- |
| 1       | Haaghoek (nl)      | 38,9  | 2 000        | 161,1           |
| 2       | Huisepontweg       | 69,9  | 1 800        | 130,1           |
| 3       | Holleweg (nl)      | 102,1 | 350          | 97,9            |
| 4       | Haaghoek (nl)      | 107,8 | 2 000        | 92,2            |
| 5       | Paddestraat        | 117,0 | 2030         | 83,0            |
| 6       | Ruitersstraat (nl) | 145,4 | 800          | 54,6            |
| 7       | Kerkgate           | 148,6 | 1030         | 51,4            |
| 8       | Jagerij            | 151,2 | 800          | 48,8            |
| 9       | Haaghoek (nl)      | 162,0 | 2 000        | 38,0            |

- Partie nord de la course : Début du parcours
- Partie sud de la course :   - Début du parcours
  - Partie intermédiaire du parcours
  - Final

## Équipes
| WorldTeams (18)- AG2R La Mondiale - Astana - Bahrain-Merida - Bora-hansgrohe - CCC Team - Deceuninck-Quick Step - Dimension Data - EF Education First - Groupama-FDJ - Team Jumbo-Visma - Katusha-Alpecin - Lotto Soudal - Mitchelton-Scott - Movistar Team - Sky - Team Sunweb - Trek-Segafredo - UAE Team Emirates Équipes continentales professionnelles (7)- Cofidis, Solutions Crédits - Corendon-Circus - Direct Énergie - Roompot-Charles - Sport Vlaanderen-Baloise - Wallonie Bruxelles - Wanty-Groupe Gobert |
| |

## Classements

### Classement final
| \| Classement général \| Classement général \| Classement général \| Classement général \| Classement général \| \| Coureur \| Coureur \| Pays \| Équipe \| Temps \| \| ------------------ \| ------------------- \| ------------------ \| --------------------- \| ------------------ \| \| 1er \| Zdeněk Štybar \| Tchéquie \| Deceuninck-Quick Step \| 4 h 53 min 17 s \| \| 2e \| Greg Van Avermaet \| Belgique \| CCC Team \| + 9 s \| \| 3e \| Tim Wellens \| Belgique \| Lotto-Soudal \| + 9 s \| \| 4e \| Alexey Lutsenko \| Kazakhstan \| Astana \| + 9 s \| \| 5e \| Dylan Teuns \| Belgique \| Bahrain-Merida \| + 9 s \| \| 6e \| Jempy Drucker \| Luxembourg \| Bora-Hansgrohe \| + 19 s \| \| 7e \| Yves Lampaert \| Belgique \| Deceuninck-Quick Step \| + 19 s \| \| 8e \| Philippe Gilbert \| Belgique \| Deceuninck-Quick Step \| + 19 s \| \| 9e \| Matteo Trentin \| Italie \| Mitchelton-Scott \| + 19 s \| \| 10e \| Oliver Naesen \| Belgique \| AG2R La Mondiale \| + 19 s \| \| 11e \| Jens Keukeleire \| Belgique \| Lotto-Soudal \| + 19 s \| \| 12e \| Michael Matthews \| Australie \| Team Sunweb \| + 19 s \| \| 13e \| Wout van Aert \| Belgique \| Team Jumbo-Visma \| + 19 s \| \| 14e \| Dylan van Baarle \| Pays-Bas \| Team Sky \| + 19 s \| \| 15e \| Sebastian Langeveld \| Pays-Bas \| EF Education First \| + 19 s \| \| 16e \| Bob Jungels \| Luxembourg \| Deceuninck-Quick Step \| + 19 s \| \| 17e \| Laurens De Vreese \| Belgique \| Astana \| + 19 s \| \| 18e \| Stefan Küng \| Suisse \| Groupama-FDJ \| + 19 s \| \| 19e \| Nils Politt \| Allemagne \| Katusha-Alpecin \| + 28 s \| \| 20e \| Niki Terpstra \| Pays-Bas \| Direct Énergie \| + 29 s \| |                     |            |                       |                 |
| |                     |            |                       |                 |
| Source : ProCyclingStats |                     |            |                       |                 |
| Classement général |                     |            |                       |                 |
| Coureur | Coureur             | Pays       | Équipe                | Temps           |
| 1er | Zdeněk Štybar       | Tchéquie   | Deceuninck-Quick Step | 4 h 53 min 17 s |
| 2e | Greg Van Avermaet   | Belgique   | CCC Team              | + 9 s           |
| 3e | Tim Wellens         | Belgique   | Lotto-Soudal          | + 9 s           |
| 4e | Alexey Lutsenko     | Kazakhstan | Astana                | + 9 s           |
| 5e | Dylan Teuns         | Belgique   | Bahrain-Merida        | + 9 s           |
| 6e | Jempy Drucker       | Luxembourg | Bora-Hansgrohe        | + 19 s          |
| 7e | Yves Lampaert       | Belgique   | Deceuninck-Quick Step | + 19 s          |
| 8e | Philippe Gilbert    | Belgique   | Deceuninck-Quick Step | + 19 s          |
| 9e | Matteo Trentin      | Italie     | Mitchelton-Scott      | + 19 s          |
| 10e | Oliver Naesen       | Belgique   | AG2R La Mondiale      | + 19 s          |
| 11e | Jens Keukeleire     | Belgique   | Lotto-Soudal          | + 19 s          |
| 12e | Michael Matthews    | Australie  | Team Sunweb           | + 19 s          |
| 13e | Wout van Aert       | Belgique   | Team Jumbo-Visma      | + 19 s          |
| 14e | Dylan van Baarle    | Pays-Bas   | Team Sky              | + 19 s          |
| 15e | Sebastian Langeveld | Pays-Bas   | EF Education First    | + 19 s          |
| 16e | Bob Jungels         | Luxembourg | Deceuninck-Quick Step | + 19 s          |
| 17e | Laurens De Vreese   | Belgique   | Astana                | + 19 s          |
| 18e | Stefan Küng         | Suisse     | Groupama-FDJ          | + 19 s          |
| 19e | Nils Politt         | Allemagne  | Katusha-Alpecin       | + 28 s          |
| 20e | Niki Terpstra       | Pays-Bas   | Direct Énergie        | + 29 s          |

### Classements UCI
La course attribue des points au Classement mondial UCI 2019 selon le barème suivant.
| Position           | 1er | 2e  | 3e  | 4e  | 5e  | 6e  | 7e | 8e | 9e | 10e | 11e | 12e | 13e | 14e | 15e à 20e | 21e à 30e | 31e à 50e | 51e à 55e | 56e à 60e |
| Classement général | 300 | 250 | 215 | 175 | 120 | 115 | 95 | 75 | 60 | 50  | 40  | 35  | 30  | 25  | 20        | 12        | 5         | 2         | 1         |

## Liste des participants
| Légende | Légende                                                                    | Légende | Légende                                                    |
| ------- | -------------------------------------------------------------------------- | ------- | ---------------------------------------------------------- |
| Num     | Dossard de départ porté par le coureur sur ce Circuit Het Nieuwsblad       | Pos     | Position à l'arrivée de la course                          |
|         | Indique un maillot de champion national ou mondial, suivi de sa spécialité | NP      | Indique un coureur qui n'a pas pris le départ de la course |
| AB      | Indique un coureur qui n'a pas terminé la course                           | HD      | Indique un coureur qui a terminé la course hors des délais |

| Dimension Data TDD | Dimension Data TDD                  | Dimension Data TDD |
| ------------------ | ----------------------------------- | ------------------ |
| Num                | Coureur                             | Pos                |
| 1                  | Michael Valgren (DEN)               | 45e                |
| 2                  | Julien Vermote (BEL)                | AB                 |
| 3                  | Edvald Boasson Hagen (NOR) (chrono) | 52e                |
| 4                  | Giacomo Nizzolo (ITA)               | AB                 |
| 5                  | Rasmus Tiller (NOR)                 | AB                 |
| 6                  | Jacobus Venter (RSA)                | AB                 |
| 7                  | Lars Bak (DEN)                      | AB                 |

| Deceuninck-Quick Step DQT | Deceuninck-Quick Step DQT           | Deceuninck-Quick Step DQT |
| ------------------------- | ----------------------------------- | ------------------------- |
| Num                       | Coureur                             | Pos                       |
| 11                        | Yves Lampaert (BEL) (route)         | 7e                        |
| 12                        | Tim Declercq (BEL)                  | 103e                      |
| 13                        | Philippe Gilbert (BEL)              | 8e                        |
| 14                        | Iljo Keisse (BEL)                   | AB                        |
| 15                        | Bob Jungels (LUX) (route et chrono) | 16e                       |
| 16                        | Florian Sénéchal (FRA)              | AB                        |
| 17                        | Zdeněk Štybar (CZE)                 | 1er                       |

| Lotto-Soudal LTS | Lotto-Soudal LTS        | Lotto-Soudal LTS |
| ---------------- | ----------------------- | ---------------- |
| Num              | Coureur                 | Pos              |
| 21               | Tiesj Benoot (BEL)      | AB               |
| 22               | Jasper De Buyst (BEL)   | 42e              |
| 23               | Frederik Frison (BEL)   | AB               |
| 24               | Jens Keukeleire (BEL)   | 11e              |
| 25               | Nikolas Maes (BEL)      | AB               |
| 26               | Brian van Goethem (NED) | AB               |
| 27               | Tim Wellens (BEL)       | 3e               |

| AG2R La Mondiale ALM | AG2R La Mondiale ALM    | AG2R La Mondiale ALM |
| -------------------- | ----------------------- | -------------------- |
| Num                  | Coureur                 | Pos                  |
| 31                   | Oliver Naesen (BEL)     | 10e                  |
| 32                   | Dorian Godon (FRA)      | 97e                  |
| 33                   | Nico Denz (GER)         | 95e                  |
| 34                   | Silvan Dillier (SUI)    | 22e                  |
| 35                   | Julien Duval (FRA)      | 94e                  |
| 36                   | Alexis Gougeard (FRA)   | AB                   |
| 37                   | Stijn Vandenbergh (BEL) | 60e                  |

| Astana AST | Astana AST                    | Astana AST |
| ---------- | ----------------------------- | ---------- |
| Num        | Coureur                       | Pos        |
| 41         | Davide Ballerini (ITA)        | AB         |
| 42         | Zhandos Bizhigitov (KAZ)      | AB         |
| 43         | Laurens De Vreese (BEL)       | 17e        |
| 44         | Yevgeniy Gidich (KAZ)         | AB         |
| 45         | Hugo Houle (CAN)              | 29e        |
| 46         | Alexey Lutsenko (KAZ) (route) | 4e         |
| 47         | Magnus Cort Nielsen (DEN)     | 90e        |

| Bahrain-Merida TBM | Bahrain-Merida TBM        | Bahrain-Merida TBM |
| ------------------ | ------------------------- | ------------------ |
| Num                | Coureur                   | Pos                |
| 51                 | Dylan Teuns (BEL)         | 5e                 |
| 52                 | Grega Bole (SLO)          | 98e                |
| 53                 | Sonny Colbrelli (ITA)     | 38e                |
| 54                 | Iván García Cortina (ESP) | 35e                |
| 55                 | Kristjan Koren (SLO)      | 85e                |
| 56                 | Luka Pibernik (SLO)       | 88e                |
| 57                 | Valerio Agnoli (ITA)      | AB                 |

| Bora-Hansgrohe BOH | Bora-Hansgrohe BOH              | Bora-Hansgrohe BOH |
| ------------------ | ------------------------------- | ------------------ |
| Num                | Coureur                         | Pos                |
| 61                 | Pascal Ackermann (GER) (route)  | AB                 |
| 62                 | Jempy Drucker (LUX)             | 6e                 |
| 63                 | Daniel Oss (ITA)                | 21e                |
| 64                 | Lukas Pöstlberger (AUT) (route) | 82e                |
| 65                 | Juraj Sagan (SVK)               | AB                 |
| 66                 | Michael Schwarzmann (GER)       | AB                 |
| 67                 | Rüdiger Selig (GER)             | AB                 |

| CCC Team CPT | CCC Team CPT                   | CCC Team CPT |
| ------------ | ------------------------------ | ------------ |
| Num          | Coureur                        | Pos          |
| 71           | Greg Van Avermaet (BEL)        | 2e           |
| 72           | Gijs Van Hoecke (BEL)          | 84e          |
| 73           | Nathan Van Hooydonck (BEL)     | AB           |
| 74           | Francisco Ventoso (ESP)        | AB           |
| 75           | Guillaume Van Keirsbulck (BEL) | 55e          |
| 76           | Łukasz Wiśniowski (POL)        | 71e          |
| 77           | Michael Schär (SUI)            | AB           |

| EF Education First EF1 | EF Education First EF1    | EF Education First EF1 |
| ---------------------- | ------------------------- | ---------------------- |
| Num                    | Coureur                   | Pos                    |
| 81                     | Sep Vanmarcke (BEL)       | 92e                    |
| 82                     | Mitchell Docker (AUS)     | AB                     |
| 83                     | Alex Howes (USA)          | 58e                    |
| 84                     | Sebastian Langeveld (NED) | 15e                    |
| 85                     | Taylor Phinney (USA)      | 62e                    |
| 86                     | Thomas Scully (NZL)       | 91e                    |
| 87                     | Matti Breschel (DEN)      | 104e                   |

| Groupama-FDJ GFC | Groupama-FDJ GFC               | Groupama-FDJ GFC |
| ---------------- | ------------------------------ | ---------------- |
| Num              | Coureur                        | Pos              |
| 91               | Daniel Hoelgaard (NOR)         | AB               |
| 92               | Antoine Duchesne (CAN) (route) | 81e              |
| 94               | Ignatas Konovalovas (LTU)      | 57e              |
| 95               | Stefan Küng (SUI) (chrono)     | 18e              |
| 96               | Olivier Le Gac (FRA)           | 39e              |
| 97               | Ramon Sinkeldam (NED)          | 54e              |

| Mitchelton-Scott MTS | Mitchelton-Scott MTS          | Mitchelton-Scott MTS |
| -------------------- | ----------------------------- | -------------------- |
| Num                  | Coureur                       | Pos                  |
| 101                  | Matteo Trentin (ITA) (route)  | 9e                   |
| 102                  | Luke Durbridge (AUS) (route)  | 23e                  |
| 103                  | Alexander Edmondson (AUS)     | 87e                  |
| 104                  | Michael Hepburn (AUS)         | AB                   |
| 105                  | Christopher Juul Jensen (DEN) | 34e                  |
| 106                  | Dion Smith (NZL)              | 78e                  |
| 107                  | Edoardo Affini (ITA)          | AB                   |

| Movistar Team MOV | Movistar Team MOV       | Movistar Team MOV |
| ----------------- | ----------------------- | ----------------- |
| Num               | Coureur                 | Pos               |
| 111               | Jürgen Roelandts (BEL)  | 25e               |
| 112               | Carlos Barbero (ESP)    | 69e               |
| 113               | Carlos Betancur (COL)   | 83e               |
| 114               | Imanol Erviti (ESP)     | AB                |
| 115               | Jorge Arcas (ESP)       | 75e               |
| 116               | Eduardo Sepúlveda (ARG) | AB                |
| 117               | Antonio Pedrero (ESP)   | AB                |

| Team Jumbo-Visma TJV | Team Jumbo-Visma TJV     | Team Jumbo-Visma TJV |
| -------------------- | ------------------------ | -------------------- |
| Num                  | Coureur                  | Pos                  |
| 121                  | Wout van Aert (BEL)      | 13e                  |
| 122                  | Timo Roosen (NED)        | 79e                  |
| 123                  | Mike Teunissen (NED)     | 33e                  |
| 124                  | Taco van der Hoorn (NED) | 86e                  |
| 125                  | Danny van Poppel (NED)   | 30e                  |
| 126                  | Pascal Eenkhoorn (NED)   | 107e                 |
| 127                  | Maarten Wynants (BEL)    | 89e                  |

| Katusha-Alpecin TKA | Katusha-Alpecin TKA          | Katusha-Alpecin TKA |
| ------------------- | ---------------------------- | ------------------- |
| Num                 | Coureur                      | Pos                 |
| 131                 | Jens Debusschere (BEL)       | 72e                 |
| 132                 | Jenthe Biermans (BEL)        | AB                  |
| 133                 | Reto Hollenstein (SUI)       | 64e                 |
| 134                 | Viatcheslav Kouznetsov (RUS) | AB                  |
| 135                 | Nils Politt (GER)            | 19e                 |
| 136                 | Mads Würtz Schmidt (DEN)     | AB                  |
| 137                 | Harry Tanfield (GBR)         | AB                  |

| Team Sky SKY | Team Sky SKY                    | Team Sky SKY |
| ------------ | ------------------------------- | ------------ |
| Num          | Coureur                         | Pos          |
| 141          | Ian Stannard (GBR)              | 26e          |
| 142          | Owain Doull (GBR)               | 28e          |
| 143          | Christian Knees (GER)           | 73e          |
| 144          | Christopher Lawless (GBR)       | AB           |
| 146          | Leonardo Basso (ITA)            | AB           |
| 147          | Dylan van Baarle (NED) (chrono) | 14e          |

| Team Sunweb SUN | Team Sunweb SUN              | Team Sunweb SUN |
| --------------- | ---------------------------- | --------------- |
| Num             | Coureur                      | Pos             |
| 151             | Jan Bakelants (BEL)          | AB              |
| 152             | Roy Curvers (NED)            | AB              |
| 153             | Asbjørn Kragh Andersen (DEN) | AB              |
| 154             | Johannes Fröhlinger (GER)    | AB              |
| 155             | Michael Matthews (AUS)       | 12e             |
| 156             | Casper Pedersen (DEN)        | 59e             |
| 157             | Louis Vervaeke (BEL)         | 68e             |

| Trek-Segafredo TFS | Trek-Segafredo TFS   | Trek-Segafredo TFS |
| ------------------ | -------------------- | ------------------ |
| Num                | Coureur              | Pos                |
| 161                | Jasper Stuyven (BEL) | 40e                |
| 162                | Edward Theuns (BEL)  | 53e                |
| 163                | Alex Kirsch (LUX)    | 109e               |
| 164                | Ryan Mullen (IRL)    | 51e                |
| 165                | Mads Pedersen (DEN)  | 105e               |
| 166                | Alex Frame (NZL)     | AB                 |
| 167                | Fumiyuki Beppu (JPN) | AB                 |

| UAE Team Emirates UAD | UAE Team Emirates UAD   | UAE Team Emirates UAD |
| --------------------- | ----------------------- | --------------------- |
| Num                   | Coureur                 | Pos                   |
| 171                   | Jasper Philipsen (BEL)  | 37e                   |
| 172                   | Roberto Ferrari (ITA)   | AB                    |
| 173                   | Marco Marcato (ITA)     | AB                    |
| 174                   | Sebastián Molano (COL)  | AB                    |
| 175                   | Sven Erik Bystrøm (NOR) | AB                    |
| 176                   | Rory Sutherland (AUS)   | AB                    |
| 177                   | Tom Bohli (SUI)         | 63e                   |

| Cofidis, Solutions Crédits COF | Cofidis, Solutions Crédits COF | Cofidis, Solutions Crédits COF |
| ------------------------------ | ------------------------------ | ------------------------------ |
| Num                            | Coureur                        | Pos                            |
| 181                            | Christophe Laporte (FRA)       | 31e                            |
| 182                            | Dimitri Claeys (BEL)           | 41e                            |
| 183                            | Hugo Hofstetter (FRA)          | 108e                           |
| 184                            | Damien Touzé (FRA)             | 74e                            |
| 185                            | Bert Van Lerberghe (BEL)       | 50e                            |
| 186                            | Kenneth Vanbilsen (BEL)        | AB                             |
| 187                            | Zico Waeytens (BEL)            | AB                             |

| Corendon-Circus COC | Corendon-Circus COC     | Corendon-Circus COC |
| ------------------- | ----------------------- | ------------------- |
| Num                 | Coureur                 | Pos                 |
| 191                 | Stijn Devolder (BEL)    | 27e                 |
| 192                 | Dries De Bondt (BEL)    | 43e                 |
| 193                 | Roy Jans (BEL)          | 106e                |
| 194                 | Jimmy Janssens (BEL)    | 76e                 |
| 195                 | Marcel Meisen (GER)     | AB                  |
| 196                 | Joeri Stallaert (BEL)   | AB                  |
| 197                 | Maarten van Trijp (NED) | AB                  |

| Direct Énergie TDE | Direct Énergie TDE     | Direct Énergie TDE |
| ------------------ | ---------------------- | ------------------ |
| Num                | Coureur                | Pos                |
| 201                | Niki Terpstra (NED)    | 20e                |
| 202                | Damien Gaudin (FRA)    | 93e                |
| 203                | Pim Ligthart (NED)     | 49e                |
| 204                | Adrien Petit (FRA)     | 70e                |
| 205                | Alexandre Pichot (FRA) | AB                 |
| 206                | Romain Cardis (FRA)    | AB                 |
| 207                | Anthony Turgis (FRA)   | 65e                |

| Roompot-Charles ROC | Roompot-Charles ROC       | Roompot-Charles ROC |
| ------------------- | ------------------------- | ------------------- |
| Num                 | Coureur                   | Pos                 |
| 211                 | Lars Boom (NED)           | 80e                 |
| 212                 | Jesper Asselman (NED)     | AB                  |
| 213                 | Mathias De Witte (BEL)    | AB                  |
| 214                 | Stijn Steels (BEL)        | AB                  |
| 215                 | Elmar Reinders (NED)      | AB                  |
| 216                 | Boy van Poppel (NED)      | 46e                 |
| 217                 | Sjoerd van Ginneken (NED) | 77e                 |

| Sport Vlaanderen-Baloise SVB | Sport Vlaanderen-Baloise SVB | Sport Vlaanderen-Baloise SVB |
| ---------------------------- | ---------------------------- | ---------------------------- |
| Num                          | Coureur                      | Pos                          |
| 221                          | Piet Allegaert (BEL)         | AB                           |
| 222                          | Amaury Capiot (BEL)          | 44e                          |
| 223                          | Benjamin Declercq (BEL)      | 32e                          |
| 224                          | Edward Planckaert (BEL)      | 36e                          |
| 225                          | Thomas Sprengers (BEL)       | 61e                          |
| 226                          | Preben Van Hecke (BEL)       | 102e                         |
| 227                          | Jordi Warlop (BEL)           | AB                           |

| Wallonie Bruxelles WVA | Wallonie Bruxelles WVA    | Wallonie Bruxelles WVA |
| ---------------------- | ------------------------- | ---------------------- |
| Num                    | Coureur                   | Pos                    |
| 231                    | Kenny Dehaes (BEL)        | 99e                    |
| 232                    | Kevyn Ista (BEL)          | 67e                    |
| 233                    | Lionel Taminiaux (BEL)    | 110e                   |
| 234                    | Emīls Liepiņš (LAT)       | 100e                   |
| 235                    | Tom Wirtgen (LUX)         | AB                     |
| 236                    | Baptiste Planckaert (BEL) | 24e                    |
| 237                    | Lukas Spengler (SUI)      | 101e                   |

| Wanty-Gobert WGG | Wanty-Gobert WGG        | Wanty-Gobert WGG |
| ---------------- | ----------------------- | ---------------- |
| Num              | Coureur                 | Pos              |
| 241              | Frederik Backaert (BEL) | 96e              |
| 242              | Aimé De Gendt (BEL)     | 56e              |
| 243              | Tom Devriendt (BEL)     | 47e              |
| 244              | Xandro Meurisse (BEL)   | 48e              |
| 245              | Jérôme Baugnies (BEL)   | AB               |
| 246              | Wesley Kreder (NED)     | AB               |
| 247              | Loïc Vliegen (BEL)      | 66e              |

| Dimension Data TDD | Dimension Data TDD                  | Dimension Data TDD |
| ------------------ | ----------------------------------- | ------------------ |
| Num                | Coureur                             | Pos                |
| 1                  | Michael Valgren (DEN)               | 45e                |
| 2                  | Julien Vermote (BEL)                | AB                 |
| 3                  | Edvald Boasson Hagen (NOR) (chrono) | 52e                |
| 4                  | Giacomo Nizzolo (ITA)               | AB                 |
| 5                  | Rasmus Tiller (NOR)                 | AB                 |
| 6                  | Jacobus Venter (RSA)                | AB                 |
| 7                  | Lars Bak (DEN)                      | AB                 |

| Deceuninck-Quick Step DQT | Deceuninck-Quick Step DQT           | Deceuninck-Quick Step DQT |
| ------------------------- | ----------------------------------- | ------------------------- |
| Num                       | Coureur                             | Pos                       |
| 11                        | Yves Lampaert (BEL) (route)         | 7e                        |
| 12                        | Tim Declercq (BEL)                  | 103e                      |
| 13                        | Philippe Gilbert (BEL)              | 8e                        |
| 14                        | Iljo Keisse (BEL)                   | AB                        |
| 15                        | Bob Jungels (LUX) (route et chrono) | 16e                       |
| 16                        | Florian Sénéchal (FRA)              | AB                        |
| 17                        | Zdeněk Štybar (CZE)                 | 1er                       |

| Lotto-Soudal LTS | Lotto-Soudal LTS        | Lotto-Soudal LTS |
| ---------------- | ----------------------- | ---------------- |
| Num              | Coureur                 | Pos              |
| 21               | Tiesj Benoot (BEL)      | AB               |
| 22               | Jasper De Buyst (BEL)   | 42e              |
| 23               | Frederik Frison (BEL)   | AB               |
| 24               | Jens Keukeleire (BEL)   | 11e              |
| 25               | Nikolas Maes (BEL)      | AB               |
| 26               | Brian van Goethem (NED) | AB               |
| 27               | Tim Wellens (BEL)       | 3e               |

| AG2R La Mondiale ALM | AG2R La Mondiale ALM    | AG2R La Mondiale ALM |
| -------------------- | ----------------------- | -------------------- |
| Num                  | Coureur                 | Pos                  |
| 31                   | Oliver Naesen (BEL)     | 10e                  |
| 32                   | Dorian Godon (FRA)      | 97e                  |
| 33                   | Nico Denz (GER)         | 95e                  |
| 34                   | Silvan Dillier (SUI)    | 22e                  |
| 35                   | Julien Duval (FRA)      | 94e                  |
| 36                   | Alexis Gougeard (FRA)   | AB                   |
| 37                   | Stijn Vandenbergh (BEL) | 60e                  |

| Astana AST | Astana AST                    | Astana AST |
| ---------- | ----------------------------- | ---------- |
| Num        | Coureur                       | Pos        |
| 41         | Davide Ballerini (ITA)        | AB         |
| 42         | Zhandos Bizhigitov (KAZ)      | AB         |
| 43         | Laurens De Vreese (BEL)       | 17e        |
| 44         | Yevgeniy Gidich (KAZ)         | AB         |
| 45         | Hugo Houle (CAN)              | 29e        |
| 46         | Alexey Lutsenko (KAZ) (route) | 4e         |
| 47         | Magnus Cort Nielsen (DEN)     | 90e        |

| Bahrain-Merida TBM | Bahrain-Merida TBM        | Bahrain-Merida TBM |
| ------------------ | ------------------------- | ------------------ |
| Num                | Coureur                   | Pos                |
| 51                 | Dylan Teuns (BEL)         | 5e                 |
| 52                 | Grega Bole (SLO)          | 98e                |
| 53                 | Sonny Colbrelli (ITA)     | 38e                |
| 54                 | Iván García Cortina (ESP) | 35e                |
| 55                 | Kristjan Koren (SLO)      | 85e                |
| 56                 | Luka Pibernik (SLO)       | 88e                |
| 57                 | Valerio Agnoli (ITA)      | AB                 |

| Bora-Hansgrohe BOH | Bora-Hansgrohe BOH              | Bora-Hansgrohe BOH |
| ------------------ | ------------------------------- | ------------------ |
| Num                | Coureur                         | Pos                |
| 61                 | Pascal Ackermann (GER) (route)  | AB                 |
| 62                 | Jempy Drucker (LUX)             | 6e                 |
| 63                 | Daniel Oss (ITA)                | 21e                |
| 64                 | Lukas Pöstlberger (AUT) (route) | 82e                |
| 65                 | Juraj Sagan (SVK)               | AB                 |
| 66                 | Michael Schwarzmann (GER)       | AB                 |
| 67                 | Rüdiger Selig (GER)             | AB                 |

| CCC Team CPT | CCC Team CPT                   | CCC Team CPT |
| ------------ | ------------------------------ | ------------ |
| Num          | Coureur                        | Pos          |
| 71           | Greg Van Avermaet (BEL)        | 2e           |
| 72           | Gijs Van Hoecke (BEL)          | 84e          |
| 73           | Nathan Van Hooydonck (BEL)     | AB           |
| 74           | Francisco Ventoso (ESP)        | AB           |
| 75           | Guillaume Van Keirsbulck (BEL) | 55e          |
| 76           | Łukasz Wiśniowski (POL)        | 71e          |
| 77           | Michael Schär (SUI)            | AB           |

| EF Education First EF1 | EF Education First EF1    | EF Education First EF1 |
| ---------------------- | ------------------------- | ---------------------- |
| Num                    | Coureur                   | Pos                    |
| 81                     | Sep Vanmarcke (BEL)       | 92e                    |
| 82                     | Mitchell Docker (AUS)     | AB                     |
| 83                     | Alex Howes (USA)          | 58e                    |
| 84                     | Sebastian Langeveld (NED) | 15e                    |
| 85                     | Taylor Phinney (USA)      | 62e                    |
| 86                     | Thomas Scully (NZL)       | 91e                    |
| 87                     | Matti Breschel (DEN)      | 104e                   |

| Groupama-FDJ GFC | Groupama-FDJ GFC               | Groupama-FDJ GFC |
| ---------------- | ------------------------------ | ---------------- |
| Num              | Coureur                        | Pos              |
| 91               | Daniel Hoelgaard (NOR)         | AB               |
| 92               | Antoine Duchesne (CAN) (route) | 81e              |
| 94               | Ignatas Konovalovas (LTU)      | 57e              |
| 95               | Stefan Küng (SUI) (chrono)     | 18e              |
| 96               | Olivier Le Gac (FRA)           | 39e              |
| 97               | Ramon Sinkeldam (NED)          | 54e              |

| Mitchelton-Scott MTS | Mitchelton-Scott MTS          | Mitchelton-Scott MTS |
| -------------------- | ----------------------------- | -------------------- |
| Num                  | Coureur                       | Pos                  |
| 101                  | Matteo Trentin (ITA) (route)  | 9e                   |
| 102                  | Luke Durbridge (AUS) (route)  | 23e                  |
| 103                  | Alexander Edmondson (AUS)     | 87e                  |
| 104                  | Michael Hepburn (AUS)         | AB                   |
| 105                  | Christopher Juul Jensen (DEN) | 34e                  |
| 106                  | Dion Smith (NZL)              | 78e                  |
| 107                  | Edoardo Affini (ITA)          | AB                   |

| Movistar Team MOV | Movistar Team MOV       | Movistar Team MOV |
| ----------------- | ----------------------- | ----------------- |
| Num               | Coureur                 | Pos               |
| 111               | Jürgen Roelandts (BEL)  | 25e               |
| 112               | Carlos Barbero (ESP)    | 69e               |
| 113               | Carlos Betancur (COL)   | 83e               |
| 114               | Imanol Erviti (ESP)     | AB                |
| 115               | Jorge Arcas (ESP)       | 75e               |
| 116               | Eduardo Sepúlveda (ARG) | AB                |
| 117               | Antonio Pedrero (ESP)   | AB                |

| Team Jumbo-Visma TJV | Team Jumbo-Visma TJV     | Team Jumbo-Visma TJV |
| -------------------- | ------------------------ | -------------------- |
| Num                  | Coureur                  | Pos                  |
| 121                  | Wout van Aert (BEL)      | 13e                  |
| 122                  | Timo Roosen (NED)        | 79e                  |
| 123                  | Mike Teunissen (NED)     | 33e                  |
| 124                  | Taco van der Hoorn (NED) | 86e                  |
| 125                  | Danny van Poppel (NED)   | 30e                  |
| 126                  | Pascal Eenkhoorn (NED)   | 107e                 |
| 127                  | Maarten Wynants (BEL)    | 89e                  |

| Katusha-Alpecin TKA | Katusha-Alpecin TKA          | Katusha-Alpecin TKA |
| ------------------- | ---------------------------- | ------------------- |
| Num                 | Coureur                      | Pos                 |
| 131                 | Jens Debusschere (BEL)       | 72e                 |
| 132                 | Jenthe Biermans (BEL)        | AB                  |
| 133                 | Reto Hollenstein (SUI)       | 64e                 |
| 134                 | Viatcheslav Kouznetsov (RUS) | AB                  |
| 135                 | Nils Politt (GER)            | 19e                 |
| 136                 | Mads Würtz Schmidt (DEN)     | AB                  |
| 137                 | Harry Tanfield (GBR)         | AB                  |

| Team Sky SKY | Team Sky SKY                    | Team Sky SKY |
| ------------ | ------------------------------- | ------------ |
| Num          | Coureur                         | Pos          |
| 141          | Ian Stannard (GBR)              | 26e          |
| 142          | Owain Doull (GBR)               | 28e          |
| 143          | Christian Knees (GER)           | 73e          |
| 144          | Christopher Lawless (GBR)       | AB           |
| 146          | Leonardo Basso (ITA)            | AB           |
| 147          | Dylan van Baarle (NED) (chrono) | 14e          |

| Team Sunweb SUN | Team Sunweb SUN              | Team Sunweb SUN |
| --------------- | ---------------------------- | --------------- |
| Num             | Coureur                      | Pos             |
| 151             | Jan Bakelants (BEL)          | AB              |
| 152             | Roy Curvers (NED)            | AB              |
| 153             | Asbjørn Kragh Andersen (DEN) | AB              |
| 154             | Johannes Fröhlinger (GER)    | AB              |
| 155             | Michael Matthews (AUS)       | 12e             |
| 156             | Casper Pedersen (DEN)        | 59e             |
| 157             | Louis Vervaeke (BEL)         | 68e             |

| Trek-Segafredo TFS | Trek-Segafredo TFS   | Trek-Segafredo TFS |
| ------------------ | -------------------- | ------------------ |
| Num                | Coureur              | Pos                |
| 161                | Jasper Stuyven (BEL) | 40e                |
| 162                | Edward Theuns (BEL)  | 53e                |
| 163                | Alex Kirsch (LUX)    | 109e               |
| 164                | Ryan Mullen (IRL)    | 51e                |
| 165                | Mads Pedersen (DEN)  | 105e               |
| 166                | Alex Frame (NZL)     | AB                 |
| 167                | Fumiyuki Beppu (JPN) | AB                 |

| UAE Team Emirates UAD | UAE Team Emirates UAD   | UAE Team Emirates UAD |
| --------------------- | ----------------------- | --------------------- |
| Num                   | Coureur                 | Pos                   |
| 171                   | Jasper Philipsen (BEL)  | 37e                   |
| 172                   | Roberto Ferrari (ITA)   | AB                    |
| 173                   | Marco Marcato (ITA)     | AB                    |
| 174                   | Sebastián Molano (COL)  | AB                    |
| 175                   | Sven Erik Bystrøm (NOR) | AB                    |
| 176                   | Rory Sutherland (AUS)   | AB                    |
| 177                   | Tom Bohli (SUI)         | 63e                   |

| Cofidis, Solutions Crédits COF | Cofidis, Solutions Crédits COF | Cofidis, Solutions Crédits COF |
| ------------------------------ | ------------------------------ | ------------------------------ |
| Num                            | Coureur                        | Pos                            |
| 181                            | Christophe Laporte (FRA)       | 31e                            |
| 182                            | Dimitri Claeys (BEL)           | 41e                            |
| 183                            | Hugo Hofstetter (FRA)          | 108e                           |
| 184                            | Damien Touzé (FRA)             | 74e                            |
| 185                            | Bert Van Lerberghe (BEL)       | 50e                            |
| 186                            | Kenneth Vanbilsen (BEL)        | AB                             |
| 187                            | Zico Waeytens (BEL)            | AB                             |

| Corendon-Circus COC | Corendon-Circus COC     | Corendon-Circus COC |
| ------------------- | ----------------------- | ------------------- |
| Num                 | Coureur                 | Pos                 |
| 191                 | Stijn Devolder (BEL)    | 27e                 |
| 192                 | Dries De Bondt (BEL)    | 43e                 |
| 193                 | Roy Jans (BEL)          | 106e                |
| 194                 | Jimmy Janssens (BEL)    | 76e                 |
| 195                 | Marcel Meisen (GER)     | AB                  |
| 196                 | Joeri Stallaert (BEL)   | AB                  |
| 197                 | Maarten van Trijp (NED) | AB                  |

| Direct Énergie TDE | Direct Énergie TDE     | Direct Énergie TDE |
| ------------------ | ---------------------- | ------------------ |
| Num                | Coureur                | Pos                |
| 201                | Niki Terpstra (NED)    | 20e                |
| 202                | Damien Gaudin (FRA)    | 93e                |
| 203                | Pim Ligthart (NED)     | 49e                |
| 204                | Adrien Petit (FRA)     | 70e                |
| 205                | Alexandre Pichot (FRA) | AB                 |
| 206                | Romain Cardis (FRA)    | AB                 |
| 207                | Anthony Turgis (FRA)   | 65e                |

| Roompot-Charles ROC | Roompot-Charles ROC       | Roompot-Charles ROC |
| ------------------- | ------------------------- | ------------------- |
| Num                 | Coureur                   | Pos                 |
| 211                 | Lars Boom (NED)           | 80e                 |
| 212                 | Jesper Asselman (NED)     | AB                  |
| 213                 | Mathias De Witte (BEL)    | AB                  |
| 214                 | Stijn Steels (BEL)        | AB                  |
| 215                 | Elmar Reinders (NED)      | AB                  |
| 216                 | Boy van Poppel (NED)      | 46e                 |
| 217                 | Sjoerd van Ginneken (NED) | 77e                 |

| Sport Vlaanderen-Baloise SVB | Sport Vlaanderen-Baloise SVB | Sport Vlaanderen-Baloise SVB |
| ---------------------------- | ---------------------------- | ---------------------------- |
| Num                          | Coureur                      | Pos                          |
| 221                          | Piet Allegaert (BEL)         | AB                           |
| 222                          | Amaury Capiot (BEL)          | 44e                          |
| 223                          | Benjamin Declercq (BEL)      | 32e                          |
| 224                          | Edward Planckaert (BEL)      | 36e                          |
| 225                          | Thomas Sprengers (BEL)       | 61e                          |
| 226                          | Preben Van Hecke (BEL)       | 102e                         |
| 227                          | Jordi Warlop (BEL)           | AB                           |

| Wallonie Bruxelles WVA | Wallonie Bruxelles WVA    | Wallonie Bruxelles WVA |
| ---------------------- | ------------------------- | ---------------------- |
| Num                    | Coureur                   | Pos                    |
| 231                    | Kenny Dehaes (BEL)        | 99e                    |
| 232                    | Kevyn Ista (BEL)          | 67e                    |
| 233                    | Lionel Taminiaux (BEL)    | 110e                   |
| 234                    | Emīls Liepiņš (LAT)       | 100e                   |
| 235                    | Tom Wirtgen (LUX)         | AB                     |
| 236                    | Baptiste Planckaert (BEL) | 24e                    |
| 237                    | Lukas Spengler (SUI)      | 101e                   |

| Wanty-Gobert WGG | Wanty-Gobert WGG        | Wanty-Gobert WGG |
| ---------------- | ----------------------- | ---------------- |
| Num              | Coureur                 | Pos              |
| 241              | Frederik Backaert (BEL) | 96e              |
| 242              | Aimé De Gendt (BEL)     | 56e              |
| 243              | Tom Devriendt (BEL)     | 47e              |
| 244              | Xandro Meurisse (BEL)   | 48e              |
| 245              | Jérôme Baugnies (BEL)   | AB               |
| 246              | Wesley Kreder (NED)     | AB               |
| 247              | Loïc Vliegen (BEL)      | 66e              |